# Enrico Grabau
Enrico Grabau (Roma, 9 dicembre 1926 – Lucca, 19 dicembre 2020) è stato un politico italiano.

## Biografia
Esponente del Movimento Sociale Italiano - Destra Nazionale, fu consigliere provinciale dI Lucca dal 1985 al 1994.
Dopo la nascita Alleanza Nazionale, in occasione delle elezioni politiche del marzo 1994 si candidò alla Camera dei deputati nel collegio uninominale di Lucca, ottenendo il 16,6%, senza essere eletto.
Rivestì la carica di Presidente della provincia di Lucca dal giugno 1994 al marzo 1997, con il sostegno di AN e Forza Italia. La vittoria di Grabau, che aveva prevalso al ballottaggio sullo sfidante dei Progressisti Andrea Tagliasacchi, destò molto stupore perché ottenne il maggior numero di consensi anche in aree spiccatamente antifasciste, quali Sant'Anna di Stazzema.
Nel marzo 1997 la crisi politica che coinvolse la giunta provinciale portò alle dimissioni di Grabau e ad elezioni anticipate. Grabau non si ricandidò e il centro-destra appoggiò Guido Moutier, sconfitto in tale occasione da Tagliasacchi.
Morì il 19 dicembre 2020, dieci giorni dopo aver compiuto 94 anni.